# Turraea obtusifolia
Turraea obtusifolia és un arbust de la família botànica de les Meliàcies.

## Nom científic
El gènere Turraea rep el nom de Georgio della Turre, professor de botànica i director del Jardí Botànic de Pàdua del 1649 al 1663. El nom específic obtusifolia, fa referència a l'angle obtús que forma el limbe en l'extrem superior de la fulla.

## Noms vulgars
Té diversos noms en anglès i en afrikaans. En llengua zulú, hi ha diversos noms tant per la part aèria de la planta -tija i fulles- com per la part subterrània -arrels-.

## Descripció
Té el fullatge de color verd fosc brillant, masses de vistoses flors blanques a l'estiu (austral) i fruits vermells decoratius de color taronja a finals d'estiu a hivern. Arbust o arbre petit, de fulla semiperenne, de 1-3 x 1 m de dimensió. En llocs ben assolellats, és un arbust espès, però en ombra o en semiombra es converteix en un arbre petit.

### Fulles
Les fulles són de color verd fosc brillant, agrupades en brots laterals curts, de grandària i forma variables en una sola planta, des de l'estretament oblanceolada (amb forma de llança amb la part més ampla sobre el mig) fins a obovar (en forma d'ou amb la part més ampla per sobre de la meitat) i de vegades amb dos lòbuls cap a la punta.

### Flors

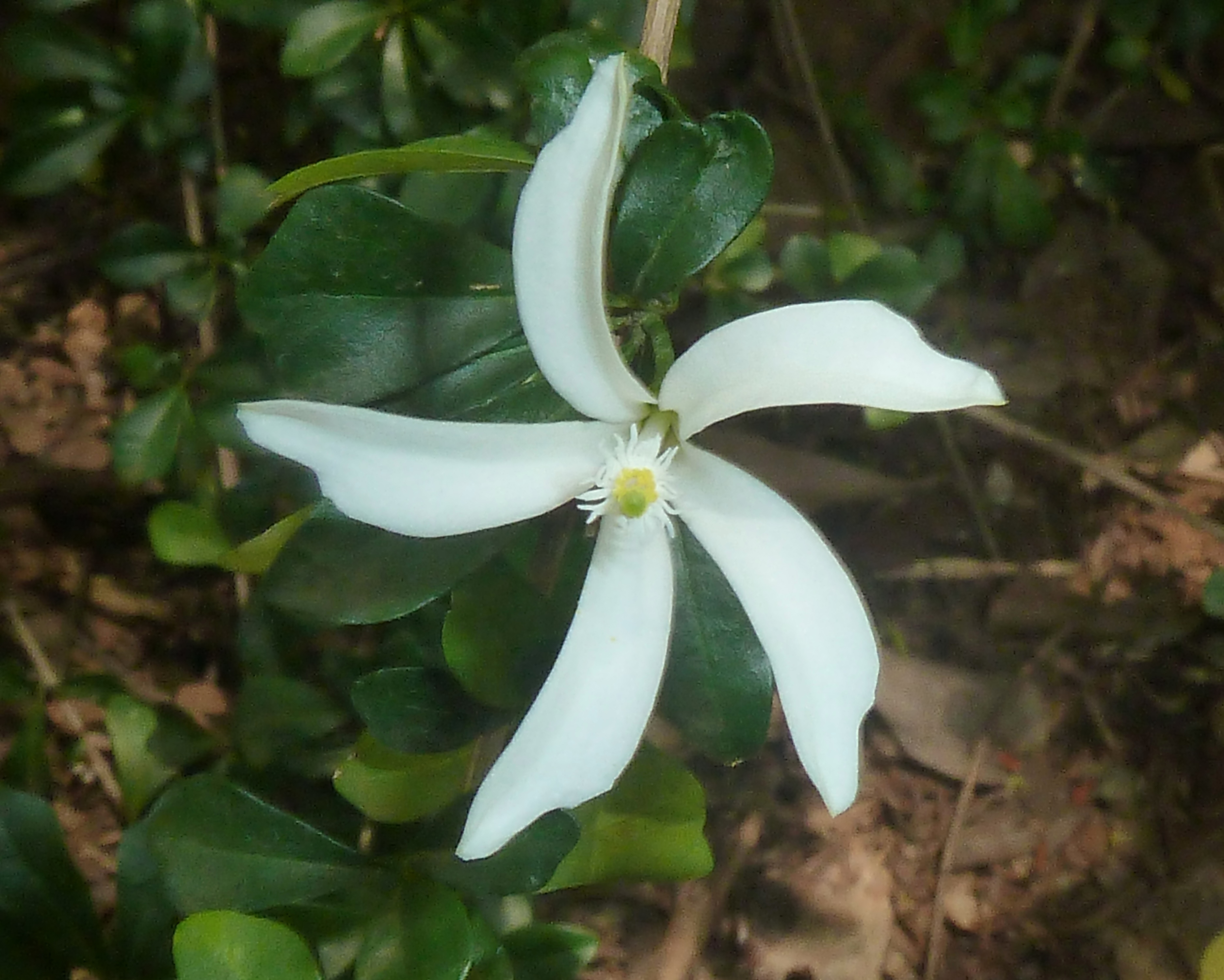
Fullatge i flor de "Lesser honeysuckle tree" (nom comú en anglès) al jardí botànic de Manie van der Schijff, Pretòria

Les flors són grans (± 35 mm de diàmetre), de color blanc pur i vistoses i es produeixen abundantment en petits grups entre les fulles durant el mig i finals de l'estiu (gener-febrer). Cada flor té 5 pètals lliures, i 10 estams fusionats per formar un tub cilíndric estret (35 mm de llargada) que acaba en 20 apèndixs llargs i estrets de forma irregular, i un volant curt que porta les anteres. L'estil és més llarg que el tub estaminal i acaba en un presentador de pol·len de forma superior o cilíndrica. Només la punta de l'estil és receptiva al pol·len. Les flors estan pol·linitzades per les arnes.

## Fruits
El fruit és una càpsula de segmentada verda, de ± 6 x 13 mm, com una carbassa en miniatura, que es divideix i s'obre per revelar llavors de forma arronyonada brillants de color vermell-taronja (febrer-juny).
Totes les parts de la planta són tòxiques.

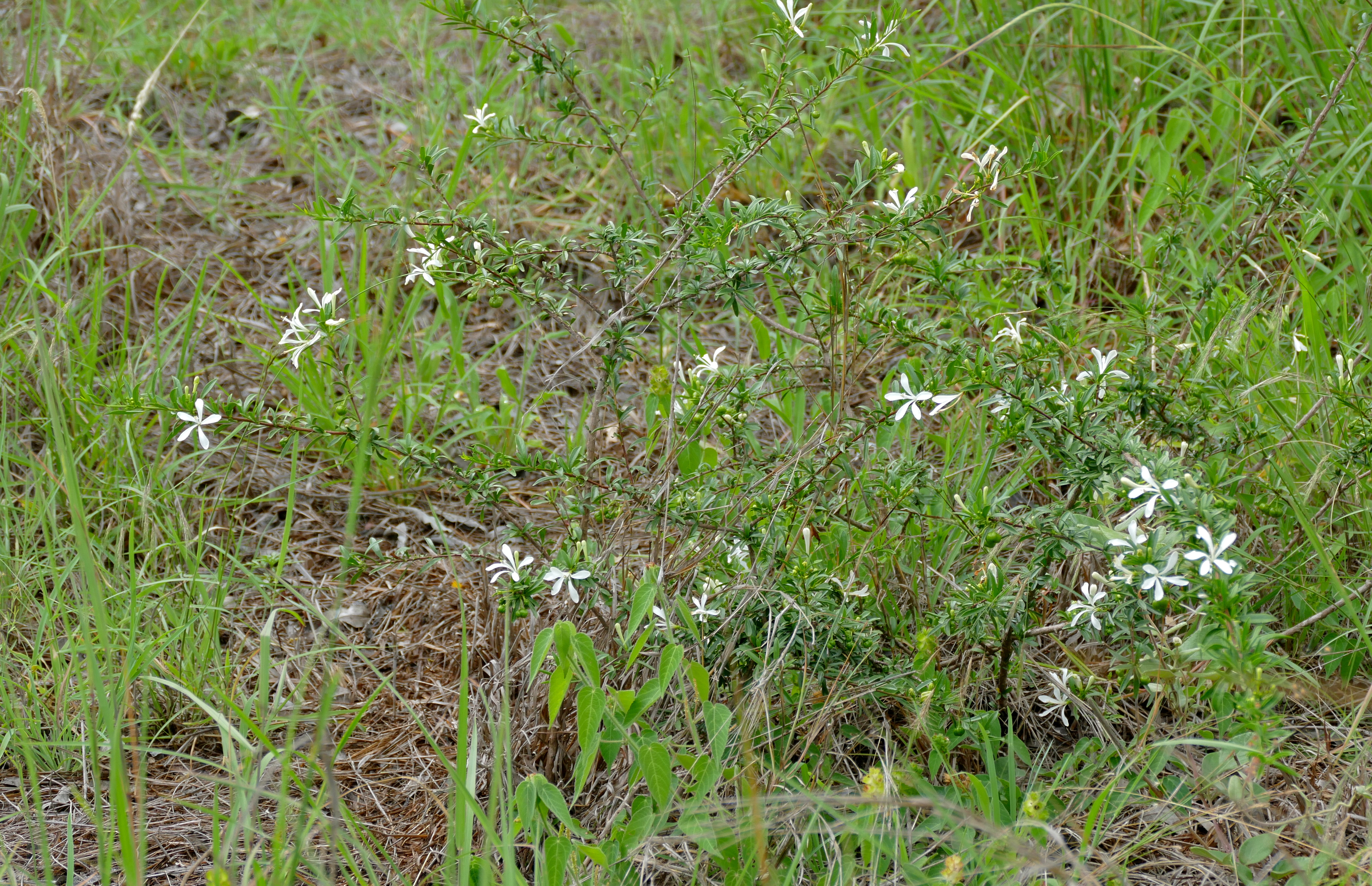
Turraea obtusifolia formant part d'un herbassar

## Distribució i hàbitat
Turraea obtusifolia es troba als boscos costaners, a les muntanyes costaneres i als afloraments rocosos de la costa est del Cap Oriental, KwaZulu-Natal i Moçambic i a Mpumalanga, Gauteng, Limpopo, Nord-oest, Swazilàndia, Botswana i Zimbabwe.

## Usos
Les seves fulles, l'escorça i les arrels es fan servir en la medicina tradicional per tractar malalties estomacals i intestinals i com a purga dràstica. Les fulles contenen compostos químics coneguts com a limonoides, com els que es troben a l'arbre de nim (Azadirachta indica també a les Meliaceae, natives de l'Índia) que s'utilitzen en l'agricultura com a antialimentadors, com a repel·lents d'insectes per protegir les plantes de cultiu contra danys d'insectes. Per tant, Turraea obtusifolia també es podria utilitzar per aquest fi.